# Кентланд (Индијана)
Кентланд (енгл. Kentland) град је у америчкој савезној држави Индијана.

## Демографија
По попису из 2010. године број становника је 1.748, што је 74 (-4,1%) становника мање него 2000. године.
| Група             | 2000.         | 2010.         |
| Белци             | 1.753 (96,2%) | 1.566 (89,6%) |
| Афроамериканци    | 2 (0,1%)      | 14 (0,8%)     |
| Азијати           | 5 (0,3%)      | 8 (0,5%)      |
| Хиспаноамериканци | 54 (3,0%)     | 140 (8,0%)    |
| Укупно            | 1.822         | 1.748         |